# Cały ten świat (singel)
Cały ten świat – singel polskiego zespołu muzycznego Feel promujący ich trzeci album Feel 3, wydany 1 sierpnia 2011 roku.
Przebój był promowany w wybranych rozgłośniach radiowych i telewizyjnych, zajął m.in. 1. miejsce na POPLiście radia RMF FM w notowaniu 2459, 2. pozycję na Codziennej Liście Przebojów Radia Bielsko czy też 3. miejsce na liście przebojów Top 15 Wietrznego Radia.
Do utworu nakręcono teledysk.

## Lista utworów
1. „Cały ten świat” (studio version) – 4:59[6]

## Notowania utworu
| Lista                                         | Pozycja |
| --------------------------------------------- | ------- |
| POPLista (RMF FM)                             | 1       |
| Najlepsza 10-tka (Katolickie Radio Podlasie)  | 1       |
| Codzienna Lista Przebojów (Radio Bielsko)     | 2       |
| Top 15 (Wietrzne Radio)                       | 3       |
| Lista Przebojów Top 20 (Radio Złote Przeboje) | 7       |